# مارتا کومیک
مارتا کومیک (لهستانی: Marta Kumik؛ زادهٔ ۱۸ آوریل ۱۹۸۲) بازیگر اهل لهستان است.
از فیلم‌ها یا مجموعه‌های تلویزیونی که وی در آن‌ها نقش داشته است، می‌توان به ع چون عشق، پدر متیو، خانه کشیش و در خوشی و سختی اشاره نمود.